# Obieg Rankine’a

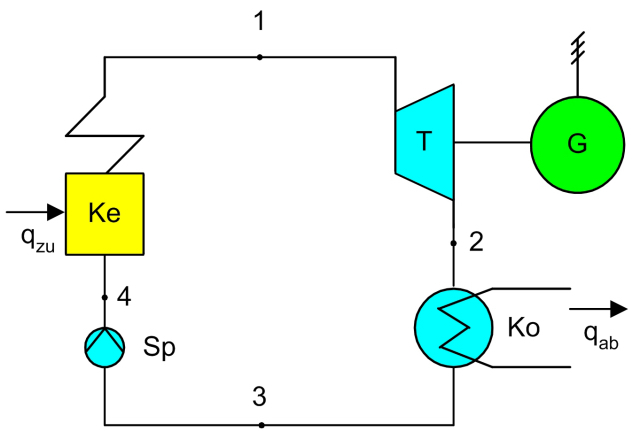
Schemat instalacji cyklu. Ke – kocioł parowy, T – turbina, G – generator, Ko – skraplacz, Sp – pompa wody zasilającej

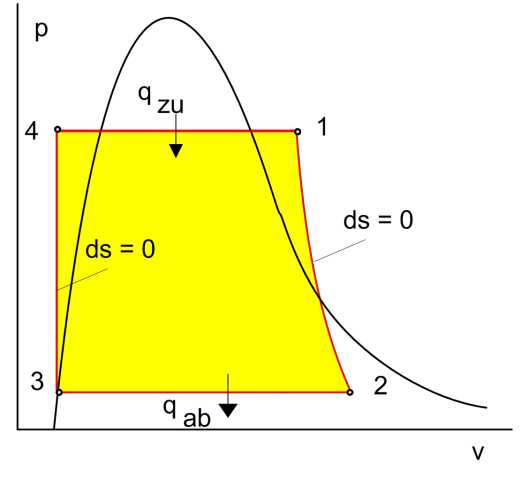
Cykl w układzie p-V

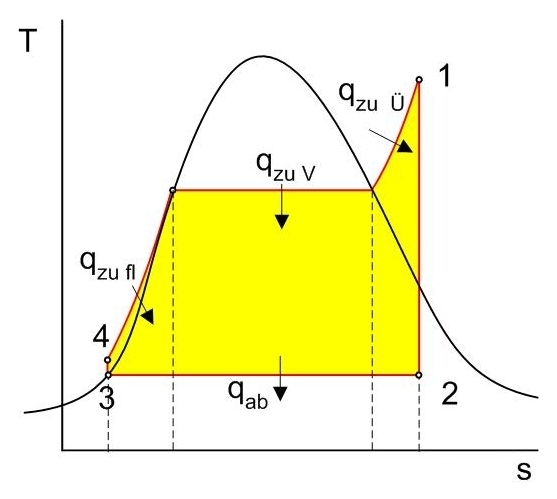
Cykl w układzie T-s

Obieg Rankine’a (dokładniej obieg Clausiusa-Rankine’a) jest obiegiem porównawczym dla procesów, w których zachodzi parowanie i skraplanie czynnika roboczego np. dla konwencjonalnych lub jądrowych siłowni parowych, agregatów chłodziarek i pomp ciepła. 
Jest on złożony z następujących przemian:
- 1 – 2 – izentropowego (adiabatycznego) rozprężania pary w turbinie parowej,
- 2 – 3 – izobarycznego skroplenia rozprężonej pary (odprowadzenia ciepła w skraplaczu),
- 3 – 4 – izochorycznego pompowania kondensatu w pompie,
- 4 – 1 – izobarycznego podgrzewania cieczy (wody), jej odparowania oraz przegrzewania powstałej pary w kotle parowym lub wytwornicy pary.

Sprawność obiegu dla wody może wynosić 0,4-0,6, w praktyce bliższa dolnej granicy, co wynika z odchyłek przemian od założeń teoretycznych obiegu (np. nieizentropowe rozprężanie pary w turbinie, spadki ciśnienia w wymiennikach ciepła w kotle, etc.). 
Obieg ten jest znacznie bliższy rzeczywistości dla cyklu, w którym zachodzi przemiana fazowa gaz–ciecz w porównaniu z obiegiem Carnota, który jest cyklem zachodzącym tylko dla gazu.
Czynnikiem roboczym (termodynamicznym) w cyklu Rankine’a jest w zastosowaniach technicznych (energetyce) najczęściej woda. Wynika to z wielu względów, m.in. z jej bardzo łatwej dostępności oraz obojętności dla środowiska. Niekiedy pojawiają się tzw. ORC, Organic Rankine Cycle, obiegi Rankine’a wykorzystujące jako czynnik roboczy węglowodory, co pozwala na pracę przy niższych temperaturach górnego źródła ciepła obiegu. Dzięki temu możliwe jest wykorzystanie np. ciepła geotermalnego do produkcji energii elektrycznej.

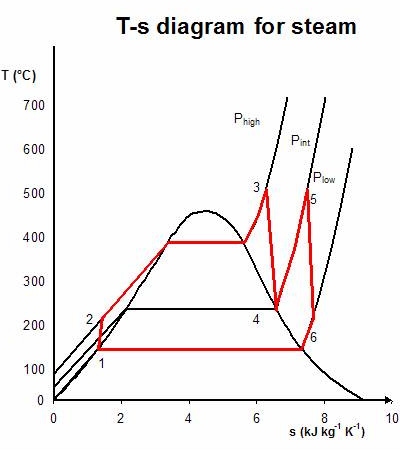
Przegrzew wtórny

## Podnoszenie sprawności obiegu Rankine’a

### Przegrzew wtórny
W tym przypadku para po opuszczeniu wysokoprężnej części turbiny kierowana jest z powrotem do kotła do ponownego przegrzania. Pozwala to na zapobieganie skraplania się pary wodnej wewnątrz turbiny i zwiększa jej żywotność (jak widać na wykresach T-s i p-v, podczas rozprężania pary (przemiana 1-2) następuje przekroczenie linii nasycenia pary wodnej i wejście w obszar pary wilgotnej, a więc mieszaniny pary wodnej i wody w fazie ciekłej – przegrzew wtórny powoduje przesunięcie na wykresie T-s „w prawo” rozprężania i pozwala na uniknięcie lub opóźnienie wejścia w obszar pary wilgotnej). Jednocześnie powoduje zwiększenie średniej temperatury przekazywania ciepła do czynnika w obiegu, od której to temperatury zależy sprawność (podobnie jak od temperatury dostarczania ciepła w obiegu Carnota).

### Regeneracja ciepła
Regeneracja ciepła w obiegach termodynamicznych polega na zachowaniu pewnej ilości ciepła wewnątrz obiegu, które bez regeneracji byłoby wyrzucone do otoczenia.
W siłowni parowej (a więc i w obiegu Rankine’a) ciepłem tym jest ciepło skraplania pary wodnej. Część strumienia pary, po rozprężeniu w pewnej ilości stopni turbiny, odprowadzana jest do wymiennika regeneracyjnego. Całe ciepło (a dokładniej entalpia) tej części strumienia pary wykorzystane zostaje do podgrzania kondensatu, dzięki czemu w kotle spalana jest mniejsza ilość paliwa.
Regeneracyjny podgrzew wody zasilającej kocioł realizowany jest zwykle w kilku wymiennikach, dzięki czemu minimalizowane są straty egzergii. Ilość wymienników zależna jest od wielkości bloku energetycznego, i wynosi zwykle od kilku do kilkunastu. Część wymienników umieszczona jest przed pompą zasilającą (wymienniki niskoprężne), a część za (wymienniki wysokoprężne). Nazwa pochodzi oczywiście od ciśnienia panującego po stronie kondensatu. 
Regeneracja ciepła obiegu Rankine’a prowadzi do wzrostu sprawności termicznej obiegu o kilka do kilkunastu procent, w zależności od liczby i powierzchni wymienników i wielkości ciepła wykorzystanego do regeneracji. Zastosowanie w układach rzeczywistych siłowni regeneracji ciepła prowadzi do komplikacji układu i wzrostu kosztów inwestycyjnych. Jednak korzyści wynikające ze wzrostu sprawności netto elektrowni powodują, że regeneracja ciepła była, jest i będzie stosowana, a jej znaczenie stale wzrasta.